# Saint-Martin-de-la-Lieue
Saint-Martin-de-la-Lieue é uma comuna francesa na região administrativa da Normandia, no departamento Calvados. Estende-se por uma área de 8,42 km². Em 2010 a comuna tinha 791 habitantes (densidade: 93,9 hab./km²).